# Niszczyciele typu Sella
Niszczyciele typu Sella – typ niszczycieli zbudowany dla Regia Marina (włoskiej marynarki wojennej) w latach 20. XX w.
Okręty te stały się podstawą dla budowanych później typów włoskich niszczycieli, m.in. typu Sauro, same jednak z powodu nie najlepszych mechanizmów uchodziły za zawodne.
Dwa spośród okrętów tego typu – "Bettino Ricasoli" i "Giovanni Nicotera" sprzedano szwedzkiej marynarce wojennej w 1940 roku, gdzie służyły jako "Puke" i "Psilander".
W tym czasie pozostałe w Regia Marina okręty – "Quintito Sella" i "Francesco Crispi" – służyły na Dodekanezie, gdzie uczestniczyły m.in. w operacji odbicia wyspy Kastelorizo (znana jako operacja "Absentio") 27 lutego 1941 roku. Także z ich pokładów 25 marca 1941 roku spuszczono motorówki wybuchowe typu MTM, które poważnie uszkodziły stojący w Zatoce Suda brytyjski krążownik ciężki HMS "York", co spowodowało decyzję o opuszczeniu tego okrętu.
11 września 1943 roku – trzy dni po kapitulacji Włoch, "Quintito Sella" został zaatakowany przez niemieckie kutry torpedowe i zatopiony. "Francesco Crispi" natomiast został przejęty przez Niemców i służył w ich flocie na Morzu Egejskim jako "TA 15" do 8 marca 1944 roku, kiedy to został zatopiony w wyniku ataku alianckiego lotnictwa.